# Круговец (Жлобинский район)
Круговец (бел. Кругавец) — деревня в Пиревичском сельсовете Жлобинского района Гомельской области Белоруссии.

## География

### Расположение
В 31 км на юго-восток от Жлобина, 4 км от железнодорожной станции Салтановка (на линии Жлобин — Гомель), 62 км от Гомеля.

## Гидрография
На реке Руденка (приток реки Окра).

## Транспортная сеть
Транспортные связи по просёлочной, а затем автомобильной дороге Бобруйск — Гомель. Планировка состоит из чуть изогнутой улицы, ориентированной с юго-востока на северо-запад, к которой с севера присоединяется короткая улица. На юге от главной расположена прямолинейная, близкая к меридиональной ориентации улица, к которой с запада присоединяется короткая улица. Застройка двусторонняя, деревянная, усадебного типа. Родина

## История
По письменным источникам известна с XIX века как деревня в Староруднянской волости Рогачёвского уезда Могилёвской губернии. Согласно переписи 1897 года находились 3 ветряные мельницы. В 1909 году 1318 десятин земли. В 1911 году в наёмном доме открыта школа.
В 1926 году основана маслосыроварная артель. В 1930 году организованы колхозы имени С. М. Будённого и «Ленинец», работали кирпичный завод, 2 кузницы, торфодобывающая артель (50 рабочих). 66 жителей погибли на фронтах Великой Отечественной войны. Короткое время в июне 1944 года в деревне размещался полевой госпиталь советских войск. Согласно переписи 1959 года в составе совхоза «Пиревичский» (центр — деревня Пиревичи).

## Население

### Численность
- 2004 год — 124 хозяйства, 249 жителей.

### Динамика
- 1897 год — 64 двора, 482 жителя (согласно переписи).
- 1925 год — 156 дворов.
- 1959 год — 732 жителя (согласно переписи).
- 2004 год — 124 хозяйства, 249 жителей.

## Известные уроженцы
- П. В. Леанков — полный кавалер Георгиевских крестов.
- Валентин Антонович Кириленко — белорусский художник.